# Tranebergs IP
Tranebergs IP, smeknamn: Tranan, var en idrottsplats i stadsdelen Traneberg i Västerort inom Stockholms kommun, som fanns mellan 1911 och 1935 innan Traneberg började bebyggas på andra halvan av 1930-talet. Anläggningen arrenderades av Djurgårdens IF innan de flyttade in permanent till Stockholms stadion..

## Historik

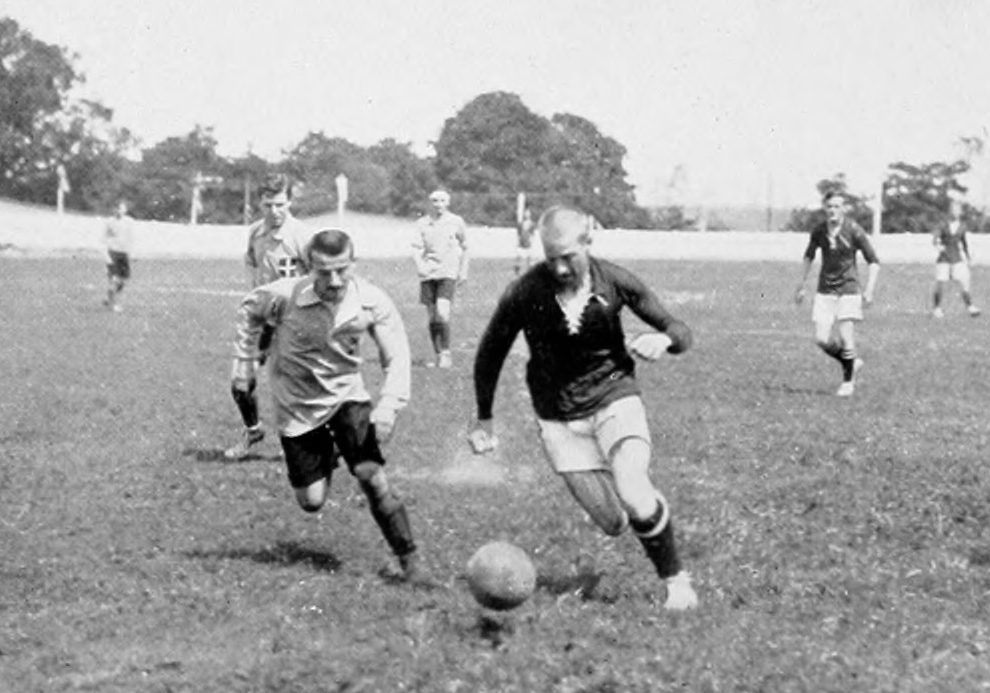
Finland besegrar Italien med 3–2 på Tranebergs IP i 1912 års olympiska fotbollsturnering.

Det var 1910 som Djurgårdens IF:s fotbollslag tackade nej till att spela på samma plan som AIK:s fotbollslag. Stockholms stad erbjöd dem då ett område "strax bortom Tranebergsbro".
Anläggningen invigdes i september 1911 av kronprins Gustaf Adolf av Sverige. Djurgårdens IF kom dock att spela viktigare hemmamatcher på Stockholms stadion, som invigdes 1912. På Tranebergs IP spelades olympisk fotboll 1912 (Finland–Italien 3–2 och Finland–Ryssland 2–1).
I Fotbollsallsvenskan 1927/1928 spelades två matcher på anläggningen (Djurgårdens IF–IFK Eskilstuna, 4–1 den 28 augusti 1927 samt Djurgårdens IF–IFK Norrköping 3–3 den 18 september 1927).
När hyreskontraktet gick ut efter 25 år spelades sista matchen på anläggningen den 29 september 1935 (Djurgårdens IF–Skärblacka IF 5-2). Därefter revs läktarna och Djurgårdens IF flyttade permanent till Stockholms stadion. På platsen planerade staden för byggandet av bostäder, något som inte genomfördes. Platsen är istället parkmark. 
Det enda i dag (2010) som påminner om idrottsplatsen är rester av stenmuren som löpte längs västra kurvan. Ett par sentida fotbollsmål finns också uppställda. Det finns en skylt uppsatt som berättar om Olympisk fotboll på Tranebergs Idrottsplats 1912. Platsen är ett "Idrottshistoriskt minne från Olympiska spelen i Stockholm 1912".

## Bilder

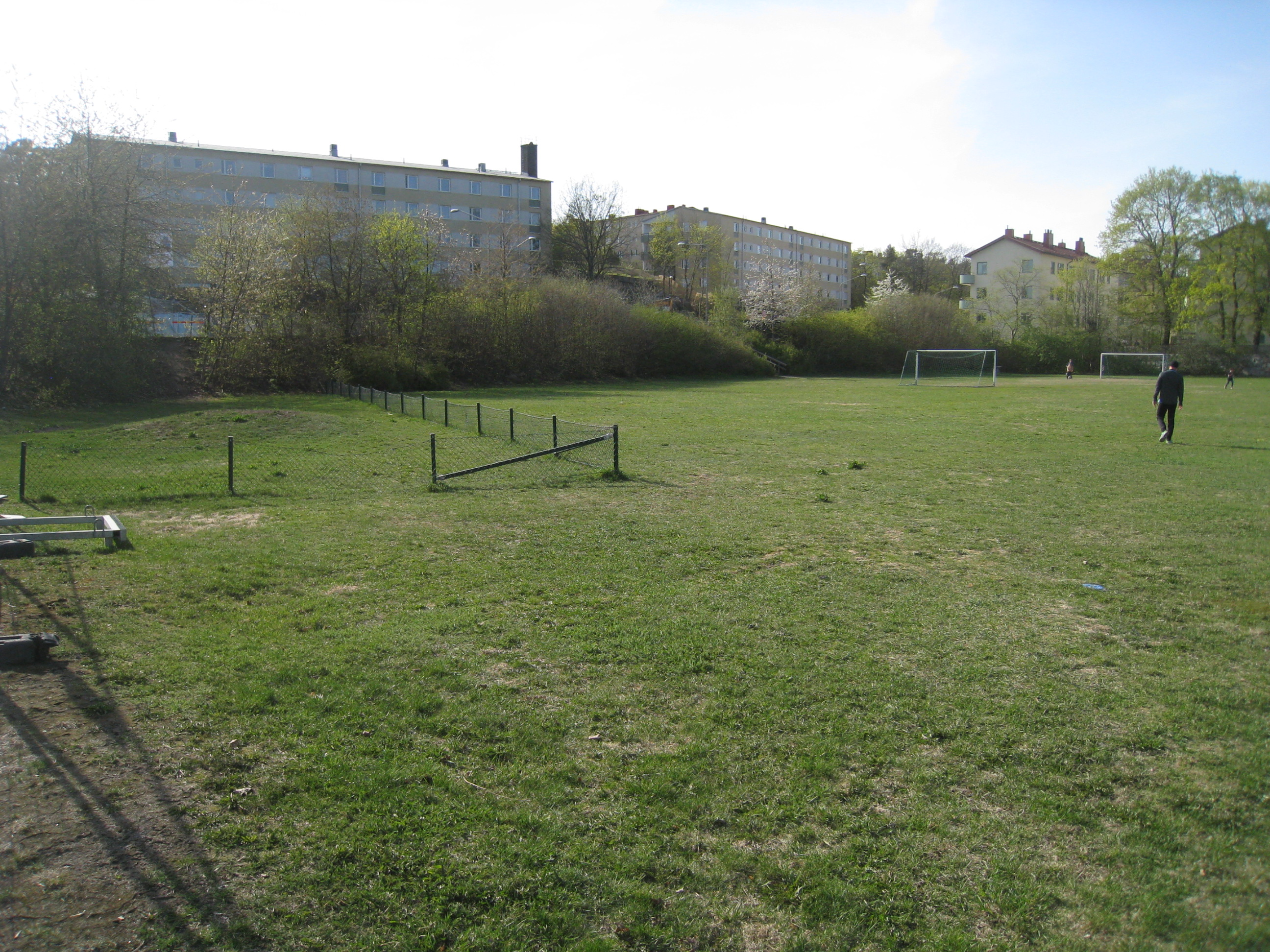
Tranebergs Fritidspark, vid Svartviksvägen 1, som det ser ut idag.
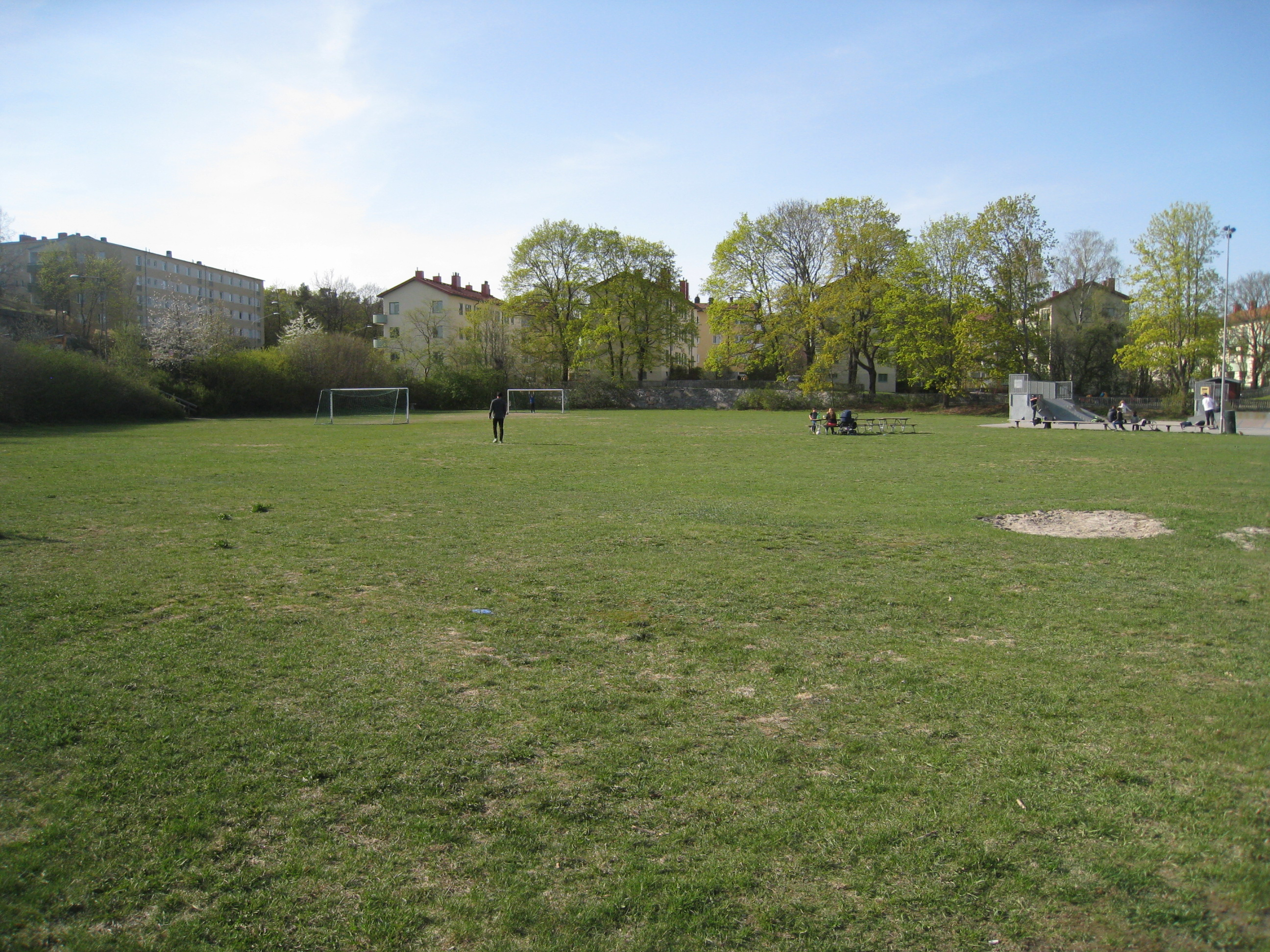
Tranebergs Fritidspark är före detta Tranebergs IP.
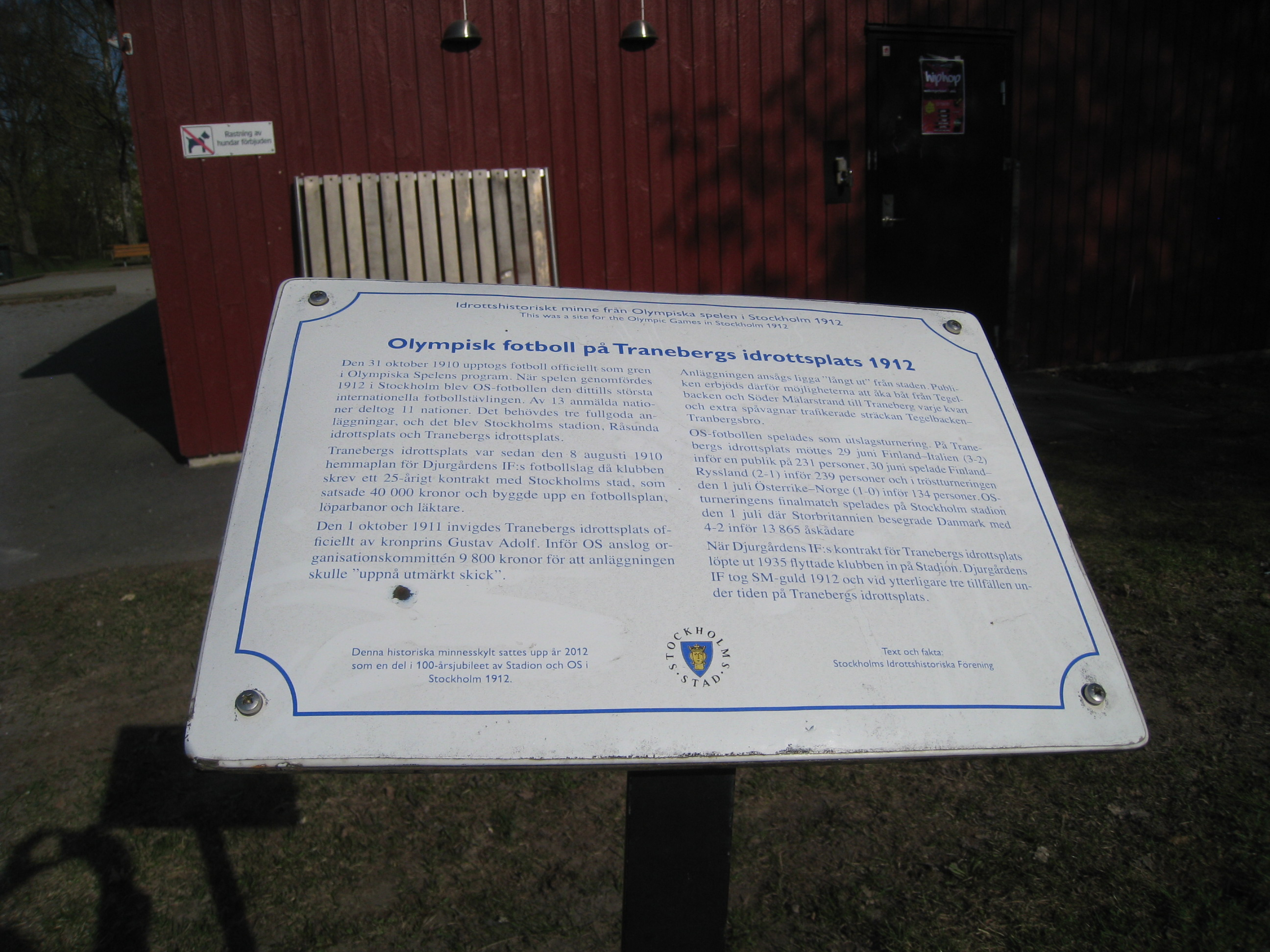
Denna historiska minnesskylt sattes upp 2012 som en del i 100-årsjubileet av Stadion och OS i Stockholm 1912. Skylten berättar om Olympisk fotboll på Tranebergs Idrottsplats 1912.